# Copa Merconorte 2001
IV Copa Merconorte 2001

## 1/4 finału

### Grupa A
31.07 Aucas Quito -  Necaxa Aguascalientes 0:2(0:0)

0:1 Alfredo Moreno 64k, 0:2 Luis Pérez 89
01.08  America Cali - Alianza Lima 1:1(1:1)

0:1 Henry Quinteros 13, 1:1 Edison Mafla 27
22.08 Alianza Lima - Aucas Quito 4:1(2:1)

0:1 Lenin de Jesús 18, 1:1 Juan Carlos Bazalar 22, 2:1 Rafael Gallardo 40, 3:1 Cristian Grotto 83, 4:1 Rafael Gallardo 88
28.08  Necaxa Aguascalientes -  America Cali 1:0(1:0)

1:0 Agustín Delgado 38k
12.09 Aucas Quito -  America Cali 0:1(0:0)

0:1 Kilian Virviescas 90
19.09  Necaxa Aguascalientes - Alianza Lima 2:1(2:0)

1:0 Zague 8, 2:0 Luis Pérez 16, 2:1 Francisco Hernández 90
25.09  Necaxa Aguascalientes - Aucas Quito 1:3(0:3)

0:1 Néstor Zanatta 13, 0:2 Néstor Zanatta 14, 0:3 Raúl Duarte 32, 1:3 Luis Pérez 86
26.09 Alianza Lima -  America Cali 1:2(1:0)

1:0 Eduardo Esidio 30, 1:1 Edison Mafla 57, 1:2 Luis García 64
09.10 Alianza Lima -  Necaxa Aguascalientes 0:3(0:1)

0:1 Alfredo Moreno 40, 0:2 Alfredo Moreno 55, 0:3 Alfredo Moreno 66
16.10  America Cali -  Necaxa Aguascalientes 1:3(0:1)

0:1 Luis Alves Zague 4, 0:2 Luis Alves Zague 63, 0:3 Diego Martínez 65, 1:3 Mauricio Romero 89
24.10 Aucas Quito - Alianza Lima 1:1(0:0)

1:0 Raúl Duarte 13, 1:1 Roberto Farfán 30
01.11  America Cali - Aucas Quito 2:1(2:0)

1:0 Oscar Villarreal 30, 2:0 Kilian Virviescas 45, 2:1 Raúl Duarte 58
| Klub                  | Mecze | Zw | Rem | Por | Pkt | BrZd | BrStr |
| --------------------- | ----- | -- | --- | --- | --- | ---- | ----- |
| Necaxa Aguascalientes | 6     | 5  | 0   | 1   | 15  | 12   | 5     |
| America Cali          | 6     | 3  | 1   | 2   | 10  | 7    | 7     |
| Alianza Lima          | 6     | 1  | 2   | 3   | 5   | 8    | 10    |
| Aucas Quito           | 6     | 1  | 1   | 4   | 4   | 6    | 11    |

### Grupa B
08.08 MetroStars Nowy Jork - ItalChacao Caracas 2:0(2:0)

1:0 Adolfo Valencia 23, 2:0 Mike Petke 45
09.08 Chivas Guadalajara - Millonarios Bogotá 3:0(1:0)

1:0 Marco Antonio Ruiz 44, 2:0 Antonio Torres Servin 60, 3:0 Carlos Hermosillo 88
23.08 Millonarios Bogotá - ItalChacao Caracas 5:0(1:0)

1:0 Wilson Cano 41, 2:0 Alex Orrego 50, 3:0 Wilson Cano 63, 4:0 Wilson Cano 73, 5:0 Marcio Cruz 91
29.08 Millonarios Bogotá - MetroStars Nowy Jork 2:1(2:0)

1:0 Wilson Cano 1, 2:0 Wilson Cano 31, 2:1 Adolfo Valencia 70
11.09 ItalChacao Caracas - Chivas Guadalajara 2:0(0:0)

1:0 Leopoldo Jiménez 47, 2:0 Rafael Castellín 83
17.10 MetroStars Nowy Jork - Chivas Guadalajara 2:0vo
- Chivas Guadalajara został wykluczony w następstwie niestawienia się na meczu. Wszystkie następne spotkania z udziałem Chivas zweryfikowano jako walkower 2:0 dla rywali.

18.10 ItalChacao Caracas - Millonarios Bogotá 3:0(1:0)

1:0 Félix Hernández 3, 2:0 Fernando Martínez 65, 3:0 Fernando Martínez 89
24.10 ItalChacao Caracas - MetroStars Nowy Jork 2:1(0:0)

1:0 Daniel Diez 62, 1:1 Carlos García 58s, 2:1 Daniel Diez 88
31.10 Chivas Guadalajara - ItalChacao Caracas 0:2vo

31.10 MetroStars Nowy Jork - Millonarios Bogotá 0:1(0:0)

0:1 Johan Viáfara 92
07.11 Millonarios Bogotá - Chivas Guadalajara 2:0vo

21.11 Chivas Guadalajara - MetroStars Nowy Jork 0:2vo
| Klub                 | Mecze | Zw | Rem | Por | Pkt | BrZd | BrStr |
| -------------------- | ----- | -- | --- | --- | --- | ---- | ----- |
| Millonarios Bogotá   | 6     | 4  | 0   | 2   | 12  | 10   | 7     |
| ItalChacao Caracas   | 6     | 4  | 0   | 2   | 12  | 9    | 8     |
| MetroStars Nowy Jork | 6     | 3  | 0   | 3   | 9   | 8    | 5     |
| Chivas Guadalajara   | 6     | 1  | 0   | 5   | 3   | 3    | 10    |

### Grupa C
01.08 Kansas City Wizards-Sporting Cristal Lima 1:2(1:1)

1:0 Onandi Lowe 7, 1:1 Erick Torres 31, 1:2 Gastón Córdoba 79
08.08  Santos Laguna Torreón - Kansas City Wizards 4:2(2:0)

1:0 Héctor Altamirano 28k, 2:0 Robson Luiz 36, 2:1 Matt McKeon 53, 3:1 Eduardo Lillingston 83k, 4:1 Carlos Augusto Gomes 84, 4:2 Roy Lassiter 88
14.08  Santos Laguna Torreón - Barcelona SC Guayaquil 3:1(1:0)

1:0 Jared Borgetti 19, 2:0 Luis Romero 48, 2:1 Nicolás Ascencio 56, 3:1 Jared Borgetti 58
21.08 Barcelona SC Guayaquil - Sporting Cristal Lima 2:2(1:1)

1:0 Máximo Tenorio 2, 1:1 Jean Ferrari 23, 2:1 Carlos Alfaro Moreno 57, 2:2 Jorge Soto 77
29.08 Barcelona SC Guayaquil - Kansas City Wizards 2:3(1:1)

1:0 Carlos Alfaro Moreno 13, 1:1 Roy Lassiter 31, 1:2 Chris Brown 46, 1:3 Chris Brown 50, 2:3 Fricson George 76
12.09 Sporting Cristal Lima-Kansas City Wizards 2:1(2:1)

1:0 Luis Bonnet 23, 2:0 Luis Bonnet 25, 2:1 Onandi Loew 40
20.09  Santos Laguna Torreón - Sporting Cristal Lima 3:0(1:0)

1:0 Carlos Augusto Gomes 17, 2:0 Rodrigo Ruiz 73, 3:0 Eduardo Lillingston 78
11.10 Barcelona SC Guayaquil -  Santos Laguna Torreón 1:3(1:0)

1:0 Carlos Alfaro Moreno 10, 1:1 Jared Borgetti 62, 1:2 Jared Borgetti 64, 1:3 Eduardo Lillingston 89
17.10 Kansas City Wizards - Barcelona SC Guayaquil 1:1(1:1)

1:0 Roy Lassiter 32, 1:1 Clovis Bento 41
23.10 Sporting Cristal Lima -  Santos Laguna Torreón 2:1(1:1)

0:1 Johan Rodríguez 21, 1:1 Piero Alva 38, 2:1 Piero Alva 59
21.11 Kansas City Wizards -  Santos Laguna Torreón 0:1(0:1)

0:1 Eduardo Lillingston 12
22.11 Sporting Cristal Lima - Barcelona SC Guayaquil 2:2(0:1)

0:1 Clovis Bento 44, 1:1 Gastón Córdoba 83, 1:2 Carlos Alfaro Moreno 86, 2:2 Diego Martínez 92
| Klub                   | Mecze | Zw | Rem | Por | Pkt | BrZd | BrStr |
| ---------------------- | ----- | -- | --- | --- | --- | ---- | ----- |
| Santos Laguna Torreón  | 6     | 5  | 0   | 1   | 15  | 15   | 6     |
| Sporting Cristal Lima  | 6     | 3  | 2   | 1   | 11  | 10   | 10    |
| Kansas City Wizards    | 6     | 1  | 1   | 4   | 4   | 8    | 12    |
| Barcelona SC Guayaquil | 6     | 0  | 3   | 3   | 3   | 9    | 14    |

### Grupa D
09.08 Atlético Nacional Medellín - Universitario Lima 3:0(1:0)

1:0 Juan David Restrepo 18, 2:0 Oscar Restrepo 79, 3:0 Néstor Salazar 84
22.08 Blooming Santa Cruz - Universitario Lima 2:3(1:1)

1:0 Wálter Otta 33, 1:1 Martín Villalonga 45, 1:2 Martín Villalonga 47, 1:3 Paolo Maldonado 57, 2:3 Wálter Otta 71
30.08 Blooming Santa Cruz - Atlético Nacional Medellín 0:2(0:2)

0:1 Gustavo Díaz 18, 0:2 Jorge Agudelo 44
13.09 Universitario Lima - Emelec Guayaquil 0:0

18.09 Atlético Nacional Medellín - Emelec Guayaquil 0:0

19.09 Universitario Lima - Blooming Santa Cruz 2:0(1:0)

1:0 Sergio Ibarra 21, 2:0 Martín Vilallonga 68
26.09 Emelec Guayaquil - Universitario Lima 1:0(1:0)

1:0 Walter Ayoví 3
10.10 Blooming Santa Cruz - Emelec Guayaquil 0:0

10.10 Universitario Lima - Atlético Nacional Medellín 2:1(0:0)

0:1 Diego Toro 55, 1:1 Luis Cordero 74, 2:1 Sergio Ibarra 90
25.10 Atlético Nacional Medellín - Blooming Santa Cruz 1:0(0:0)

1:0 José María Ocampo 48
28.10 Emelec Guayaquil - Blooming Santa Cruz 4:1(3:1)

1:0 Cristian Gómez 2, 2:0 Luis Moreira 13, 2:1 Diego Cabrera 15, 3:1 Juan Ignacio Trivińo 20, 4:1 Rafael Manosalvas 50
20.11 Emelec Guayaquil - Atlético Nacional Medellín 3:0(1:0)

1:0 Otilino Tenorio 29, 2:0 Otilino Tenorio 51, 3:0 Carlos Hidalgo 78
| Klub                       | Mecze | Zw | Rem | Por | Pkt | BrZd | BrStr |
| -------------------------- | ----- | -- | --- | --- | --- | ---- | ----- |
| Emelec Guayaquil           | 6     | 3  | 3   | 0   | 12  | 8    | 1     |
| Atlético Nacional Medellín | 6     | 3  | 1   | 2   | 10  | 7    | 5     |
| Universitario Lima         | 6     | 3  | 1   | 2   | 10  | 7    | 7     |
| Blooming Santa Cruz        | 6     | 0  | 1   | 5   | 1   | 3    | 12    |

## 1/2 finału
Necaxa Aguascalientes - Millonarios Bogotá 3:2 i 2:3, karne 1:3 (mecze 20.11 i 27.11)
1. 1:0 Alfredo Moreno 9, 1:1 Carlos Gutiérrez 25, 1:2 Carlos Gutiérrez 29, 2:2 Diego Martínez 85, 3:2 Luis Alves Zague 89
2. 1:0 Markus López 21, 2:0  Alfredo Moreno 27, 2:1 Alex Orrego 38, 2:2 Harold Rivera 63, 2:3 Juan Carlos Jaramillo 85

 Santos Laguna Torreón - Emelec Guayaquil 4:1 i 1:4, karne 2:4 (mecze 29.11 i 06.12)
1. 1:0 Robson Luiz 15, 2:0 Eduardo Lillingston 26, 3:0 Robson Luiz 34, 4:0 Carlos Augusto Gomes 59, 4:1 Otilino Tenorio 75
2. 0:1 Otilino Tenorio 6, 0:2 Otilino Tenorio 14, 0:3 Carlos Hidalgo 25, 0:4 Luis Moreira 44, 1:4 Carlos Gomes de Oliveira 71

## FINAŁ
Millonarios Bogotá - Emelec Guayaquil 1:1 i 1:1, karne 3:1
13 grudnia 2001 Bogotá Estadio Nemesio Camacho "El Campín" (4000)

Millonarios Bogota - Emelec Guayaquil 1:1(0:0)

Sędzia: Luis Solorzano (Wenezuela)

Bramki: 0:1 Otilino Tenorio 74, 1:1 Carlos Castro 76

Żółte kartki: Suárez, Castro / Hidalgo, Moreira, Juárez

Czerwone kartki: - / Juárez

Club Deportivo Los Millonarios:  Rafael Dudamel; Jaime Suárez, Jaime Bustamante, Alex Fernández, Alex Arriaga (28 Diego Moreno); Jair Ramírez Gacha, Johan Viáfara (54 Carlos Gutiérrez), Javier Jiménez, Marcio Cruz, Carlos Castro, Wilson Cano (46 Juan Carlos Jaramillo). Trener: Luis Augusto García

Club Sport Emelec: Daniel Viteri; Carlos Quińónez, Augusto Poroso, Luis Zambrano, Walter Ayoví; Carlos Hidalgo, Richard Borja, Moisés Calendario, Luis Moreira, (77 John Cagua), Alejandro Kenig (61 Carlos Juárez), Otilino Tenorio (83 Cristian Gómez). Trener: Carlos Sevilla
20 grudnia 2001 Guayaquil Estadio George Capwell (?)

Emelec Guayaquil - Millonarios Bogota 1:1(0:1), karne  1:3

Sędzia: Gilberto Hidalgo (Peru)

Bramki: 0:1 Juan Carlos Jaramillo 29, 1:1 Otilino Tenorio 50

Rzuty karne:

Emelec Guayaquil: strzelił Porozo, nie trafili do bramki: Hidalgo, Tenorio, Cagua

Millonarios Bogota: strzelili: Orrego, Castro, Gutiérrez, nie trafił do bramki Rivera

Żółte kartki: Moreira / Dudamel, Orrego, Gutiérrez, Jiménez

Club Sport Emelec: Daniel Viteri; Carlos Quińónez, Augusto Porozo, Luis Zambrano, Walter Ayoví; Carlos Hidalgo, Moisés Candelario, Luis Moreira (67 John Cagua), Wellington Sánchez; Otilino Tenorio, Alejandro Kenig (38 Moisés Cuero) (83 Cristian Gómez). Trener: Carlos Sevilla

Club Deportivo Los Millonarios:  Rafael Dudamel; Carlos Asprilla, Alex Fernández, Jair Ramírez, Harold Rivera; Alex Orrego, Johan Viáfara, Carlos Gutiérrez, Marcio Cruz (82 Javier Jiménez); Carlos Castro, Juan Carlos Jaramillo. Trener: Luis Augusto García